# Digitaria eminens
Digitaria eminens är en gräsart som först beskrevs av Ernst Gottlieb von Steudel, och fick sitt nu gällande namn av Cornelis Andries Backer. Digitaria eminens ingår i släktet fingerhirser, och familjen gräs. Inga underarter finns listade i Catalogue of Life.